# Mondement-Montgivroux
Mondement-Montgivroux is een gemeente in het Franse departement Marne (regio Grand Est) en telt 46 inwoners (2009). De plaats maakt deel uit van het arrondissement Épernay.

## Geografie
De oppervlakte van Mondement-Montgivroux bedraagt 7,0 km², de bevolkingsdichtheid is dus 6,6 inwoners per km².
De onderstaande kaart toont de ligging van Mondement-Montgivroux met de belangrijkste infrastructuur en aangrenzende gemeenten.

## Demografie
Onderstaande figuur toont het verloop van het inwonertal (bron: INSEE-tellingen).